# Cacique Renivaldo
Renivaldo Braz Corrêa Filho (Porto Seguro, 16 de junho de 1969), também conhecido como Cacique Renivaldo, é um líder indígena e político brasileiro, sendo atualmente filiado ao Partido Comunista do Brasil (PCdoB).

## Biografia
Nascido no município de Porto Seguro, no interior do estado da Bahia, Renivaldo tornou-se um ativista e político defendendo às pautas dos direitos indígenas na cidade.
No ano de 2016, candidatou-se ao cargo de Vereador no município de Porto Seguro pelo Partido Verde (PV) tendo recebido 824 votos sendo eleito e conduzido ao cargo. Tornou-se o primeiro indígena ao ser eleito para o cargo no município.
Ao assumir o cargo, Renivaldo ganhou notoriedade pela defesa da causa indígena e contra o racismo aos povos indígenas existente no país. Ganhou notoriedade, sendo recebido em lugares como a Fundação Nacional do Índio (FUNAI) para discutir questões nacionais da causa indígena no Brasil. Politicamente, articulou junto à prefeita de Porto Seguro, Claudia Oliveira (PSD), a nomeação de Zeca Pataxó para o cargo de Secretário Municipal dos Assuntos Indígenas. No ano de 2019, foi um dos líderes indígenas que recebeu e posou para fotos junto ao Presidente do Brasil, Jair Bolsonaro (PSL), quando o Presidente foi inaugurar a BR-367 no trecho entre Porto Seguro e Cabrália, uma estrada que apresentava problemas de erosão e desgaste.
Ao buscar a reeleição para o cargo em 2020, migrou para o Partido Comunista do Brasil (PCdoB). Como apurou o blog do jornalista Esmael Morais, o PCdoB obteve um avanço na eleição de líderes indígenas na Bahia, porém, apesar disso Renivaldo não obteve votação suficiente para ser reconduzido ao cargo, tendo recebido 848 votos.
Na eleição municipal de 2024, recebeu 882 votos para o cargo de vereador, não sendo eleito ao cargo.

### Desempenho eleitoral
| Ano  | Cargo                    | Partido | Votos | Resultado  | Ref.   |
| ---- | ------------------------ | ------- | ----- | ---------- | ------ |
| 2016 | Vereador de Porto Seguro | PV      | 824   | Eleito     | [ 17 ] |
| 2020 | Vereador de Porto Seguro | PCdoB   | 848   | Não eleito | [ 18 ] |
| 2024 | Vereador de Porto Seguro | PCdoB   | 882   | Não eleito | [ 19 ] |